# Amt Löcknitz (Uecker-Randow)

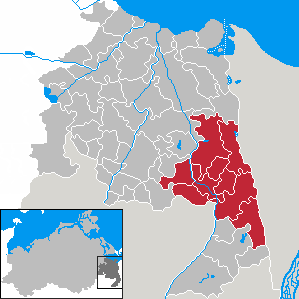
Amt Löcknitz im Landkreis Uecker-Randow

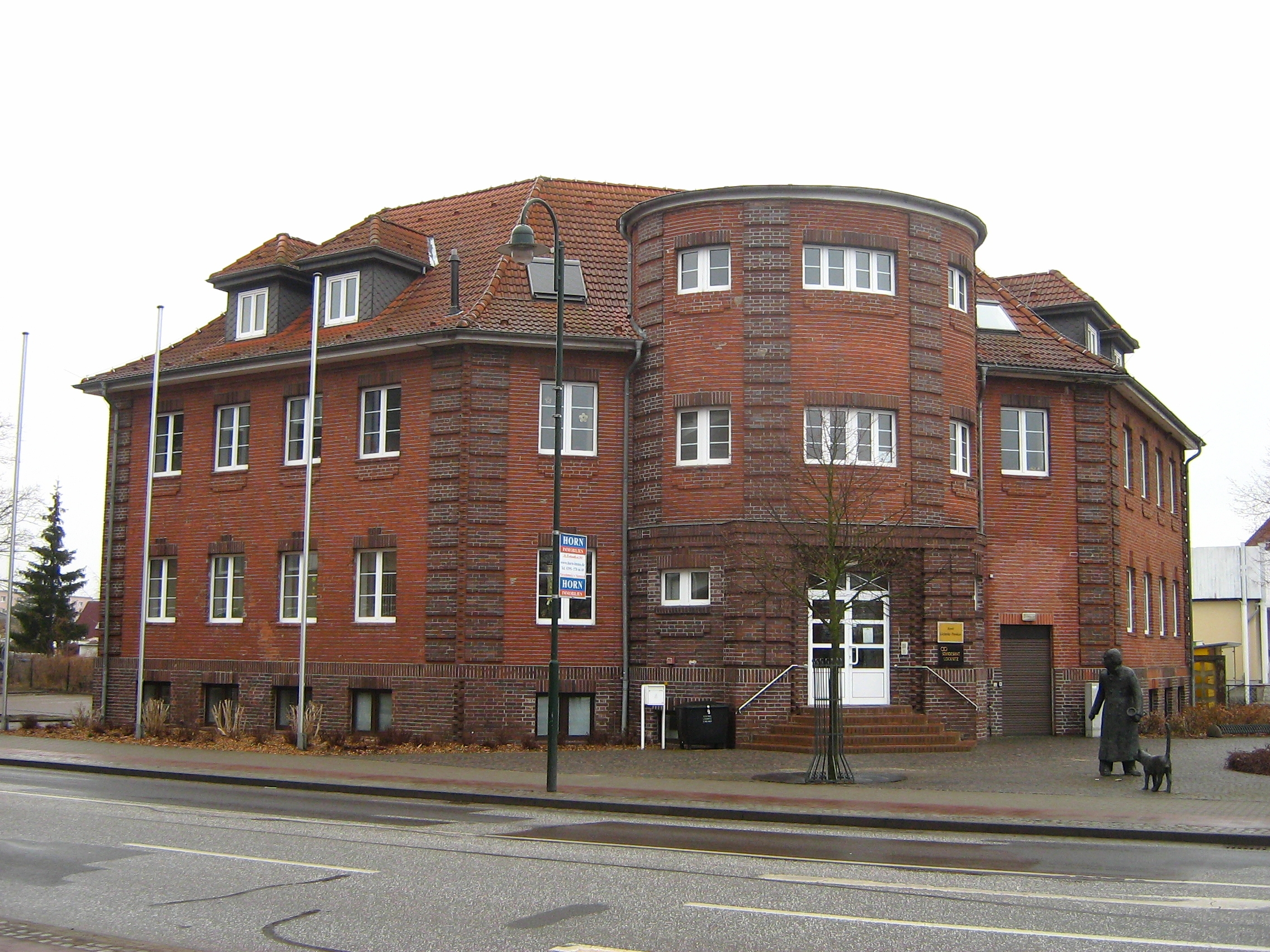
Gebäude der Amtsverwaltung Löcknitz

Im Amt Löcknitz (Landkreis Uecker-Randow in Mecklenburg-Vorpommern) waren von 1992 bis zum 1. Juli 2004 auf einer Fläche von 269,52 km² die 13 Gemeinden Bergholz, Bismark, Blankensee, Boock, Glashütte, Grambow, Löcknitz (Amtssitz), Mewegen, Pampow, Plöwen, Ramin, Rossow und Rothenklempenow zur Erledigung ihrer Verwaltungsgeschäfte zusammengeschlossen.
Die vormals selbständige Gemeinde Glashütte wurde am 31. Dezember 1999 als Ortsteil in die Gemeinde Rothenklempenow eingegliedert. Die vormals selbständige Gemeinde Pampow mit Freienstein wurde am 13. Juni 2004 als Ortsteil nach Blankensee eingemeindet. Am 1. Januar 2004 wurde die vormals selbständige Gemeinde Bismark als Ortsteil in die Gemeinde Ramin eingemeindet. Am 1. Juli 2004 fusionierte das Amt Löcknitz mit dem Amt Penkun zum neuen Amt Löcknitz-Penkun mit Amtssitz in Löcknitz.

## Bevölkerungsentwicklung
| Jahr | Einwohner | Quelle |
| ---- | --------- | ------ |
| 1992 | 9.088     |        |
| 1995 | 8.701     |        |
| 2000 | 8.409     |        |
| 2003 | 7.965     |        |

## Amtsvorsteher
- bis 2004 Lutz-Michael Liskow

## Leitende Verwaltungsbeamte (LVB)
- 1992–2000 Hans-Josef Schneider
- 2000–2004 Sigrid Siebert